# Los Alcázares
Los Alcázares – gmina w Hiszpanii, w prowincji Murcja, w Murcji, o powierzchni 19,82 km². W 2011 roku gmina liczyła 16 251 mieszkańców.

## Miasta partnerskie
- Korcza, Albania
- Myszków, Polska